# Diná Almeida
Maria Valdina Silva Almeida (Tobias Barreto, 26 de abril de 1954) é uma política brasileira. Em 2018, foi eleita deputada estadual de Sergipe pelo Podemos (PODE) com 20 168 votos.